# Grundler-Villa

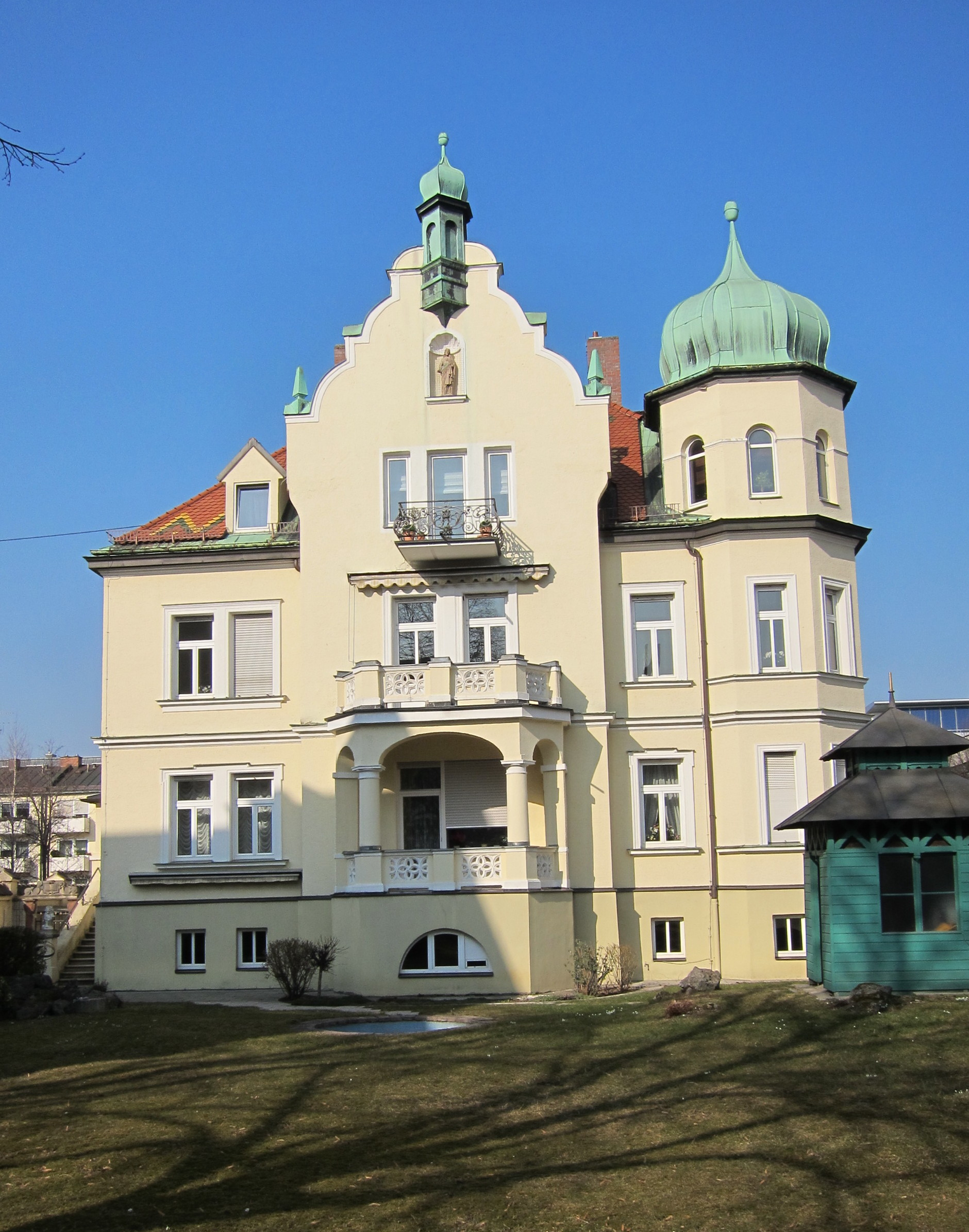
Grundler Villa

Die Grundler-Villa ist ein denkmalgeschütztes Haus am Tomannweg 3 (bis 1977 Berg-am-Laim-Straße 81) im Münchner Stadtteil Berg am Laim.
Sie wurde 1901 nach Plänen von Georg Giunin errichtet. Bauherr war der Ziegeleibesitzer Johann Huber, der das Wohnhaus für sich und seine Familie auf dem Grundstück seiner Ziegelei errichten ließ. 
1924 kaufte der namensgebende Großgrund- und Ziegeleibesitzer Mathias Grundler die Villa. Die Villa steht seit 1975 zusammen mit der Einfriedung und dem Gartenpavillon unter Denkmalschutz.
Sie ist ein Ort des Kulturgeschichtspfads Berg am Laim.